# 龍尾海蜥魚
龍尾海蜥魚（学名：Halosaurus carinicauda）为條鰭魚綱背棘魚目海蜥魚科海蜥魚屬下的一个种，分布於印度洋安達曼群島、阿拉伯海、馬爾地夫與拉克代夫群島海域，深度797至1609公尺，本魚體細長如鰻魚且側扁，尾鰭尖細，吻尖突出，口下位，身體褐色, 頭部黑色, 鰓蓋銀色，背鰭軟條9-11枚，體長可達34公分，棲息在大陸坡深海區，生活習性不明。